# Odontura microptera
Odontura microptera är en insektsart som beskrevs av Lucien Chopard 1943. Odontura microptera ingår i släktet Odontura och familjen vårtbitare. Inga underarter finns listade i Catalogue of Life.